# Бетзабет Аргуелло
Бетзабет Анджеліка Аргуелло Віллегас (ісп. Betzabeth Angélica Argüello Villegas; нар. 28 січня 1991, Сан-Карлос, штат Кохедес) — венесуельська борчиня вільного стилю, чотириразова бронзова призерка Панамериканських чемпіонатів, срібна та бронзова призерка Панамериканських ігор, дворазова срібна призерка Південноамериканських ігор, чемпіонка та бронзова призерка Центральноамериканських і Карибських ігор, чемпіонка Центральноамериканського і Карибського чемпіонату, учасниця Олімпійських ігор.

## Життєпис
Боротьбою почала займатися з 2001 року. У 2008 році стала бронзовою призеркою Панамериканського чемпіонату серед юніорів.
У 2016 році на олімпійському кваліфікаційному турнірі у Фріско посіла друге місце, здобувши ліцензію на літні Олімпійські ігри в Ріо-де-Жанейро. На Олімпіаді Аргуелло дійшла до півфіналу, здолавши представницю Камеруну Джозеф Ессомбе з рахунком 8:0 і представницю Греції Марію Преволаракі з рахунком 6:3. У боротьбі за вихід до фіналу поступилася триразовій олімпійській чемпіонці Саорі Йосіді з Японії. У втішній сутичці за бронзову медаль програла представниці Азербайджану українського походження Наталії Синишин з рахунком 1:2. У 2021 році на олімпійському кваліфікаційному турнірі в Софії посіла п'яте місце, що не дозволило їй відібратись на літні Олімпійські ігри в Токіо.
Виступає за борцівський клуб Баринаса. Тренери — Мігель Лозада (з 2001), Генрі Колменарес (з 2013).

## Спортивні результати на міжнародних змаганнях

### Виступи на Олімпіадах
| Змагання                    | Збірна    | Вагова категорія          | Місце |
| --------------------------- | --------- | ------------------------- | ----- |
| Літні Олімпійські ігри 2016 | Венесуела | жіноча боротьба, до 53 кг | 5     |

### Виступи на Чемпіонатах світу
| Змагання                        | Збірна    | Вагова категорія          | Місце |
| ------------------------------- | --------- | ------------------------- | ----- |
| Чемпіонат світу з боротьби 2015 | Венесуела | жіноча боротьба, до 53 кг | 15    |
| Чемпіонат світу з боротьби 2018 | Венесуела | жіноча боротьба, до 53 кг | 12    |
| Чемпіонат світу з боротьби 2019 | Венесуела | жіноча боротьба, до 53 кг | 30    |

### Виступи на Панамериканських чемпіонатах
| Змагання                                   | Збірна    | Вагова категорія          | Місце  |
| ------------------------------------------ | --------- | ------------------------- | ------ |
| Панамериканський чемпіонат з боротьби 2015 | Венесуела | жіноча боротьба, до 53 кг | Бронза |
| Панамериканський чемпіонат з боротьби 2016 | Венесуела | жіноча боротьба, до 55 кг | Бронза |
| Панамериканський чемпіонат з боротьби 2018 | Венесуела | жіноча боротьба, до 53 кг | Бронза |
| Панамериканський чемпіонат з боротьби 2019 | Венесуела | жіноча боротьба, до 53 кг | 9      |
| Панамериканський чемпіонат з боротьби 2022 | Венесуела | жіноча боротьба, до 53 кг | Бронза |

### Виступи на Панамериканських іграх
| Змагання                  | Збірна    | Вагова категорія          | Місце  |
| ------------------------- | --------- | ------------------------- | ------ |
| Панамериканські ігри 2015 | Венесуела | жіноча боротьба, до 53 кг | Бронза |
| Панамериканські ігри 2019 | Венесуела | жіноча боротьба, до 53 кг | Срібло |

### Виступи на Південноамериканських іграх
| Змагання                       | Збірна    | Вагова категорія          | Місце  |
| ------------------------------ | --------- | ------------------------- | ------ |
| Південноамериканські ігри 2014 | Венесуела | жіноча боротьба, до 53 кг | Срібло |
| Південноамериканські ігри 2018 | Венесуела | жіноча боротьба, до 53 кг | Срібло |

### Виступи на Центральноамериканських і Карибських іграх
| Змагання                                                | Збірна    | Вагова категорія          | Місце  |
| ------------------------------------------------------- | --------- | ------------------------- | ------ |
| Центральноамериканські і Карибські ігри 2014 (Сан-Хуан) | Венесуела | жіноча боротьба, до 53 кг | Золото |
| Центральноамериканські і Карибські ігри 2014 (Веракрус) | Венесуела | жіноча боротьба, до 53 кг | Бронза |
| Центральноамериканські і Карибські ігри 2018            | Венесуела | жіноча боротьба, до 53 кг | Золото |

### Виступи на Центральноамериканських і Карибських чемпіонатах
| Змагання                                                       | Збірна    | Вагова категорія          | Місце  |
| -------------------------------------------------------------- | --------- | ------------------------- | ------ |
| Центральноамериканський і Карибський чемпіонат з боротьби 2018 | Венесуела | жіноча боротьба, до 53 кг | Золото |

### Виступи на інших змаганнях
| Змагання                                                     | Збірна    | Вагова категорія          | Місце  |
| ------------------------------------------------------------ | --------- | ------------------------- | ------ |
| Відкритий чемпіонат Польщі з боротьби 2014                   | Венесуела | жіноча боротьба, до 53 кг | Золото |
| Золотий Гран-прі з боротьби 2015                             | Венесуела | жіноча боротьба, до 53 кг | 8      |
| Гран-прі Парижа з боротьби 2016                              | Венесуела | жіноча боротьба, до 53 кг | Срібло |
| Олімпійський кваліфікаційний турнір з боротьби 2016 (Фріско) | Венесуела | жіноча боротьба, до 53 кг | Срібло |
| Турнір міста Сассарі 2016                                    | Венесуела | жіноча боротьба, до 53 кг | 7      |
| Відкритий чемпіонат Польщі з боротьби 2016                   | Венесуела | жіноча боротьба, до 53 кг | Срібло |
| Гран-прі Іспанії з боротьби 2016                             | Венесуела | жіноча боротьба, до 53 кг | Срібло |
| Pro Wrestling League 2017                                    | Венесуела | команда                   | 4      |
| Cerro Pelado International 2018                              | Венесуела | жіноча боротьба, до 53 кг | Золото |
| Pro Wrestling League 2019                                    | Венесуела | команда                   | 6      |
| Гран-прі Іспанії з боротьби 2019                             | Венесуела | жіноча боротьба, до 55 кг | 4      |
| Турнір Дана Колова — Николи Петрова 2021                     | Венесуела | жіноча боротьба, до 53 кг | Золото |
| Олімпійський кваліфікаційний турнір з боротьби 2021 (Софія)  | Венесуела | жіноча боротьба, до 53 кг | 5      |
| Боліваріанські ігри 2022                                     | Венесуела | жіноча боротьба, до 53 кг | Срібло |

### Виступи на змаганнях молодших вікових груп
| Змагання                                                 | Збірна    | Вагова категорія          | Місце  |
| -------------------------------------------------------- | --------- | ------------------------- | ------ |
| Панамериканський чемпіонат з боротьби серед юніорів 2008 | Венесуела | жіноча боротьба, до 51 кг | Бронза |
| Чемпіонат світу з боротьби серед юніорів 2008            | Венесуела | жіноча боротьба, до 48 кг | 8      |
| Чемпіонат світу з боротьби серед юніорів 2009            | Венесуела | жіноча боротьба, до 51 кг | 12     |